# Gordon Willis
Gordon Willis (Queens, New York, 28 mei 1931 – 18 mei 2014), was een Amerikaans cameraman. Hij werkte onder andere mee aan de The Godfather-trilogie, All the President's Men en verscheidene films van Woody Allen, waaronder Annie Hall.
Willis werd vooral bekend doordat hij regelmatig onder donkere omstandigheden filmt. Hij hield hier de bijnaam "The Prince of Darkness" aan over.
De eerste film waar Willis aan werkte als hoofd cinematografie was End of the Road uit 1970. Zijn meest succesvolle periode uit zijn carrière begon al een jaar later en eindigde rond 1977. De films die hij in die zeven jaar opnam, zijn Klute, Little Murders, The Godfather, Bad Company, Up the Sandbox, The Paper Chase, The Godfather Part II, The Parallax View, The Drowning Pool, All the President's Men en Annie Hall.
Deze twaalf films waren samen goed voor 39 Academy Award-nominaties (19 werden er ook daadwerkelijk gewonnen). De cinematografie van Gordon Willis werd echter in die tijd geen enkele maal genomineerd. Pas in 1984 werd hij voor het eerste genomineerd voor zijn camerawerk in Woody Allens film Zelig. Zijn tweede en laatste nominatie voor de Oscar voor beste camerawerk kreeg hij in 1991 voor de cinematografie van de film The Godfather Part III.
In 1980 kroop hij zelf in de regiestoel en leverde hij de film Windows af. De film werd een enorme flop
en Willis werd genomineerd voor de Golden Raspberry Award voor "slechtste regisseur".
Willis was lid van de American Society of Cinematographers (ASC). In 1995 kreeg hij van die organisatie de Lifetime Achievement Award uitgereikt.

## Filmografie (selectie)
- End of the Road (1970)
- The Landlord (1970)
- Klute (1971)
- Little Murders (1971)
- The Godfather (1972)
- Bad Company (1972)
- Up the Sandbox (1972)
- The Paper Chase (1973)
- The Godfather Part II (1974)
- The Parallax View (1974)
- The Drowning Pool (1975)
- All the President's Men (1976)
- Annie Hall (1977)
- Interiors (1978)
- Manhattan (1979)
- Stardust Memories (1980)
- Pennies from Heaven (1981)
- A Midsummer Night's Sex Comedy (1982)
- Zelig (1983)
- Broadway Danny Rose (1984)
- The Purple Rose of Cairo (1985)
- Perfect (1985)
- The Money Pit (1986)
- The Pick-up Artist (1987)
- Bright Lights, Big City (1988)
- The Godfather Part III (1990)
- Presumed Innocent (1990)
- Malice (1993)
- The Devil's Own (1997)